# 李澤鉅
李澤鉅（英語：Victor Li Tzar-kuoi，1964年8月1日—），籍貫廣東潮州，香港首富李嘉誠之長子，李澤楷的長兄。加拿大籍華人，於英屬香港長大，早年就讀聖保羅男女中學附屬小學，在校時曾於1974年獲得香港校際朗誦節男子小五英詩獨誦季軍。他後來入讀聖保羅男女中學，畢業後負笈美國升學，畢業於史丹福大學，李澤鉅於1985年加入長江實業，現為改組後的長江和記實業集團董事局主席兼聯席董事總經理，以及長江實業集團董事局主席兼董事總經理。李澤鉅的總資產值達7.3億加元。
李曾於2008年夏季奧林匹克運動會香港區火炬接力擔任第25棒（青馬大橋段）火炬手。2012年5月25日，李嘉诚公开表示，李泽钜将管理长和系全部资产。
2019年3月，李澤鉅以長和主席身份表示集團一直著重於投資大灣區，遍及食物、石油等業務，當中亦包括旗下的屈臣氏。被問及長和是否有計劃出售所持75%屈臣氏股份時，亦表示價值仍然有，但並不代表我們要賣。
2019年5月，李澤楷私人投資的富衛集團承租長實旗下「1881」內的古蹟酒店，並在古蹟活化後正式更名為1881公館。
2019年5月，於逃犯條例期間於長江基建的股東會中，有股東問及修訂《逃犯條例》會否影響香港營商環境，長建會否撤出香港或加快投資海外，李澤鉅以主席身份重申逃犯條例對長建無影響，而且跟業務無直接關係，亦表示在每一個國家都是守法的公民，不是一個逃犯。同時亦強調旗下業務都不在脫歐的最大風險領域，因此大市轉差時抵抗能力仍不錯。
2019年，李澤鉅擔任長江基建集團主席期間公布截至同年6月底止中期盈利59.43億元，同時表示業績如不受外幣兌滙影響，股東應佔溢利錄得6%增長。而中期息亦罕有地自2003年沙士後首次不變，維持原有68仙。

## 現時職務
- 長江和記實業有限公司集團董事局主席兼聯席董事總經理
- 長江實業集團有限公司董事局主席兼董事總經理
- 長江基建集團有限公司董事局主席
- 長江生命科技集團有限公司董事局主席
- 電能實業有限公司非執行董事
- 港燈電力投資有限公司非執行董事兼董事局副主席
- 赫斯基能源公司董事會聯席主席
- 李嘉誠基金會有限公司、李嘉誠 （ 海外 ） 基金會及Li Ka Shing (Canada) Foundation副主席
- 香港上海滙豐銀行有限公司董事

## 曾遭綁架
1996年5月23日傍晚，李澤鉅遭綽號「大富豪」的香港犯罪集團首腦張子強綁架，當時李澤鉅乘坐房車返回壽臣山道寓所途中，張子強與同黨駕車攔住了李澤鉅的房車，並用AK47自動步槍和手槍指著他和司機，更向房車連開兩槍。綁匪迅速將李澤鉅拖出車外，脅迫他登上賊車離去，並讓司機開車返回李家，通報李澤鉅被綁架的消息。綁架成功使張子強非常高興，還在李澤鉅額上輕吻。隨後將他脫光衣服，只穿一條內褲囚禁在粉嶺鶴藪一個廢棄雞場的房屋內。張子強腰纏炸彈親自去李家大屋與李嘉誠洽談贖金，李嘉誠因此不敢報警並即場答應，張子強一口索價20億港元，李嘉誠指：「現金只有10億，如果你要，我可以到銀行給你提取。」張先拿了3,800萬港元。本來李嘉誠先給他4000萬，但張嫌4與「死」字諧音，不吉利。隨後李嘉誠又給了他10億現金，最後張子強成功勒索高達10.38億元巨款，與長江基建的股票編號「1038」一樣，犯罪所得金额之高曾录入健力士世界紀錄大全。李嘉誠給錢的時候還勸他可以拿錢買他們公司的股票，或者存下來夠他花半輩子的。張子強收錢後，親自駕車將被綁架一日的李澤鉅載到銅鑼灣怡東酒店門外釋放，李澤鉅並無受傷。李嘉誠與張子強洽談贖金時表現鎮靜，連張子強都很意外，張問他：「你為何這麼冷靜？」李回答指：「因為這次是我錯了，我們在香港知名度這麼高，但是一點防備都沒有，比如我去打球，早上五點多自己開車去新界，在路上，幾部車就可以把我圍下來，而我竟然一點防備都沒有，我要仔細檢討一下。」李嘉誠表示，當時有勸誡張子強，「你拿了這麼多錢，下輩子也夠花了，趁現在遠走高飛，洗心革面，做個好人；如果再弄錯的時候，就沒有人可以再幫到你了。」後來張子強致電李嘉誠，指自己在澳門賭輸2,000萬，並於電話上說：「你教教我，還有什麼是可以保險投資的？」李嘉誠當時回答：「我只能教你做好人，但你要我做什麼，我不會了。你只有一條大路，遠走高飛，不然，你的下場將是很可悲的。」
經此一案，李嘉誠漸轉低調，並全面加強保安，邀得前警務處處長李君夏替李嘉誠組建一支25人的啹喀保鏢隊，分別保護李嘉誠一家及其紅顏知己周凱旋。除此之外，李家位於深水灣道79號的大宅亦全面提升保安，大宅外圍已裝設了電網圍欄，外牆有多部隱蔽閉路電視，大宅窗戶全用頂級防彈玻璃，大宅天台設計成一個「獨立天台」，沒有樓梯通往天台以下樓層，目的是慎防不法之徒從天台潛入。而大宅最獨特的保安設計，是各層樓也有部份房間被設計成配備鋼門的「安全房」，牆壁加厚建造，可抵禦外來襲擊長達數小時。建安全房是假設萬一有暴徒衝入屋時，大宅住客可迅速躲進安全房暫避，等候救援。有保安專家指，類似安全房在本港富豪獨立屋不常見。李澤鉅生了三女一男，除了大女兒因在1996年綁架事件發生前出世而公佈名字為燕寧外，隨後出生的孩子名字一直保密至今。1999年落成的長江集團中心亦為李嘉誠提供保安措施，位於頂層70樓的董事局主席辦公室需要由特定保安員陪同並用密碼咭啟動專用升降機才可到達，辦公室門外設有閉路電視，影像直接傳送到李嘉誠辦公桌上。

## 教育程度
- 香港聖保羅男女中學附屬小學畢業
- 香港聖保羅男女中學畢業
- 1987年獲史丹佛大學土木工程學士學位及土木工程碩士學位
- 史丹佛大學榮譽法學博士
- 西安大略大學榮譽法學博士

## 家庭
妻子為王儷橋（原名王富信，後傳因風水問題於2005年改名），二人現育有三女一子。

## 公職
- 中國人民政治協商會議第十三届全國委員會常務委員[26]
- 香港特別行政區行政長官創新及策略發展顧問團成員[27]
- 香港總商會副主席[28]
- 巴巴多斯駐港名譽理事